# Ödenäs
Ödenäs is een plaats in de gemeente Alingsås in het landschap Västergötland en de provincie Västra Götalands län in Zweden. De plaats heeft 127 inwoners (2005) en een oppervlakte van 46 hectare.